# Římskokatolická farnost Deštná u Jindřichova Hradce
Římskokatolická farnost Deštná u Jindřichova Hradce je územním společenstvím římských katolíků v rámci jindřichohradeckého vikariátu Českobudějovické diecéze.

## O farnosti

### Historie
Plebánie byla zřízena v roce 1360 při starším kostele, který vystavěl Řád německých rytířů, který měl svou komendu v nedalekém Jindřichově Hradci. V letech 1865–1911 zde byl farářem malíř a spisovatel monsignor Bedřich Kamarýt.

### Současnost
Farnost je administrována ex currendo z proboštství v Jindřichově Hradci.
| Kostel                     | Místo                       | Bohoslužba             | Bohoslužba             | Poznámka      |
| -------------------------- | --------------------------- | ---------------------- | ---------------------- | ------------- |
| Kaple sv. Jana Nepomuckého | Březina                     | neslouží se pravidelně | neslouží se pravidelně | obecní kaple  |
| Kaple Nejsvětější Trojice  | Červená Lhota – zámek       | 1. neděle v měsíci     | 16.00                  | zámecká kaple |
| Kaple sv. Jana Křtitele    | Deštná u Jindřichova Hradce | nelze sloužit          | nelze sloužit          | zrušená kaple |
| Kostel sv. Ottona          | Deštná u Jindřichova Hradce | neděle středa pátek    | 11.00 17.00            | farní kostel  |
| Kaple                      | Jižná                       | neslouží se pravidelně | neslouží se pravidelně | obecní kaple  |